# Castell de Cava
Castell de Cava fou un castell termenat situat en el municipi de Cava (Alt Urgell). Documentat el 1277 Les seves restes són declarades bé cultural d'interès nacional.

## Descripció
Situat sobre un petit turó damunt el poble de Cava, a més de 1300 m d'altitud. Es poden veure restes del parament del Castell de Cava, són dos fragments de mur, un dels quals fa angle a la part que mira al Nord i just al límit del cingle que cau sobre el mateix poble. Els paraments no fan més de 8 m en total i presenten un aparell que, en la paret externa, és format per unes fileres de pedra ben tallades. Aquestes filades de pedra tallada són les úniques restes de l'antic castell.

## Història
El Castell apareix documentat en el testament que atorgà Galceran III de Pinós, el gener del 1277, on s'expressa la deixa al fill Galceran del que "ego habeo et habere debeo et predecessores mei habuerunt et habere debuerunt in castro Sancti Martini dez Castel, et in castro de Cava, et in castro de Nansovel…".
La senyoria del dit castell anava lligada a la del castell proper de Sant Cristòfol, a la mateixa vall de Cava.
El 1255 Simó de Santmarti vengué a R.G. d'Enveig el castell de Sant Cristòfol, amb tots els drets que en el dit castell li pertanyien, llevat del domini superior del comte de Foix. Hi continuà el domini dels Santmarti fins a mitjans del segle xvii. Des de l'any 1644 i fins a les primeries del segle xix, la baronia de Cava va estar sota el domini de senyors genovesos, els Brea d'Alassio, i posteriorment (fins al 1842) sota el domini dels Doria d'Arfa.
El 1831, Cava tenia 75 ànimes i era de senyoriu de Tomàs Dòria, d'Arfa.